# PZ Cassiopeiae
PZ Cassiopeiae es una estrella supergigante roja situada en la constelación de Casiopea a una distancia estimada inicialmente sobre la base de su pertenencia a la asociación estelar Cassiopeia OB5 de 7800 años luz (2,4 kiloparsecs). Con una magnitud aparente de 8,5 es un objeto al alcance de telescopios de aficionado.

## Características
Si bien no se duda de su naturaleza de supergigante roja, los modelos inicialmente le daban un diámetro de 1190 o 1940 veces el del Sol; en el primer caso, puesta en el lugar de nuestra estrella, llenaría todo el espacio dentro de la órbita de Júpiter y en el segundo rozaría la órbita de Saturno, con un tamaño mayor incluso que el de otras estrellas clasificadas cómo hipergigantes cómo Mu Cephei o VY Canis Majoris; la magnitud bolométrica es -8,57 (220 000 veces más brillante que nuestra estrella) o -9,64 (580 000 veces más brillante) respectivamente. Su magnitud absoluta sería siempre de -7,89.
Más recientemente y mediante el estudio de los masers de agua presentes a su alrededor se ha podido refinar más la distancia a esta estrella y por tanto sus parámetros, obteniéndose una distancia de 2,81 kiloparsecs (9160 años luz), una luminosidad de entre 240 000 y 270 000 veces la del Sol, un radio de entre 1260 y 1340 veces el solar, y una masa en la secuencia principal de 25 masas solares, parámetros de luminosidad (en el caso de la mayor dada) y masa similares a los actualmente asumidos para VY Canis Majoris.